# Atlantisch orkaanseizoen 2000
Het Atlantisch orkaanseizoen 2000 duurde van 1 juni 2000 tot 30 november 2000. Het seizoen 2000 was een boven normaal seizoen wat betreft de activiteit. Hoewel het een boven normaal seizoen was, begon het relatief laat, met de eerste benoemde storm op 4 augustus. In het hyperactieve seizoen 2004 gebeurde dit ook; toen vormde Orkaan Alex zich op 31 juli. Er vormden zich 18 tropische cyclonen en één subtropische. Van deze 18 werden er 14 een tropische storm. De subtropische cycloon bereikte de status van subtropische storm. Van de 14 tropische stormen groeiden er 8 uit tot een orkaan. Van de 8 orkanen bereikten er drie de derde categorie.

## Cyclonen

### Tropische depressie 1
Op 6 juni vormde zich tropische depressie 1 uit een tropische onweersstoring boven de Golf van Campeche. Zij kwam nauwelijks van haar plaats en degenereerde snel weer tot een storing, die nog enige dagen slecht weer gaf aan de oevers van de Golf van Campeche.

### Tropische depressie 2
Op 23 juni vormde zich tropische depressie 2 ten zuidoosten van Kaapverdië uit een tropische onweersstoring, die van de Afrikaanse kust afkomstig was. De depressie trok pal westwaarts en had opdat moment bijna tropische stormstatus bereikt, maar kon zich niet verder ontwikkelen. op 25 juni degenereerde de depressie tot een tropische onweersstoring ten zuidwesten van de Canarische Eilanden.

### Orkaan Alberto
Op 30 juli vertrok een tropische onweersstoring van de Afrikaanse kust westwaarts. Deze organiseerde zich ten zuiden van Kaapverdië tot tropische depressie 3 en promoveerde de volgende dag tot tropische storm Alberto. Op 6 augustus werd Alberto een orkaan en boog af naar het noordwesten. Daarna boette Alberto iets aan kracht in en degradeerde tot tropische storm. Alberto werd opnieuw een orkaan draaide naar het noordoosten en bereikte de derde categorie. Op zijn hoogtepunt waren de windsnelheden 210 km/uur. Alberto draaide een lus met de wijzers van de klok mee, degenereerde opnieuw tot tropische storm, maar kwam terug als orkaan en koerste noordwaarts. Alberto bereikte nog de tweede categorie, alvorens op 23 augustus zijn tropische kenmerken te verliezen. Als extratropische cycloon trof Alberto nog het noordwesten van IJsland. Alberto loste op in de buurt van het eiland Jan Mayen. Alberto was de op zes na langst levende tropische cycloon en de op een na langst bestaande in de maand augustus. Alberto veroorzaakte geen schade of slachtoffers.

### Tropische depressie 4
Op 8 augustus vond een verkenningsvliegtuig ten noorden van de Bahama's een depressie met een gesloten circulatie en matige convectie. Deze tropische depressie 4 had zich gevormd uit een lagedrukgebied, dat van de Atlantische Oceaan naar het zuidwesten trok. De depressie trok eerst naar het westen, richting Florida, maar keerde toen naar het noordoosten, toen zich boven het oosten van de Verenigde Staten een trog van lage druk vormde. Tropisch depressie 4 loste op 10 augustus op.

### Tropische storm Beryl
Het zuidelijke deel van de tropische onweersstoring, die Orkaan Alberto vormde, ontsnapte naar het westen en trok de Atlantische Oceaan over zonder zich te ontwikkelen. Toen de storing boven het westen van de Golf van Mexico aan kwam, had het op 13 augustus genoeg convectie en een gesloten circulatie ontwikkeld, zodat het systeem werd gepromoveerd tot tropische depressie 5. De volgende dag promoveerde de depressie tot tropische storm Beryl en trok naar Tamaulipas. Gevreesd werd dat Beryl voor haar landing uit zou groeien tot een orkaan, maar Beryl kon zich niet goed organiseren en landde met winden tot 85 km/h in Tamaulipas. Beryl eiste één mensenleven en veroorzaakte veel regen in Tamaulipas en het zuiden van Texas.

### Tropische storm Chris
Tropische depressie 6 vormde zich ten oosten van de Bovenwindse Eilanden (Kleine Antillen) uit een tropische onweersstoring, die een kleine week eerder van de Afrikaanse kust was vertrokken. De depressie trok verder naar het westnoordwesten en vertoonde de volgende dag een flinke vermeerdering van haar convectie, zodat tropische depressie 6 promoveerde tot tropische storm Chris. Chris was echter geen lang leven beschoren. Hij kwam in ongunstige omstandigheden terecht met veel stroming in de atmosfeer. Zes uur later was Chris weer een tropische depressie, die weldra verdween.

### Orkaan Debby
Tropische depressie 7 vormde zich op de Atlantische Oceaan op 19 augustus uit een krachtige tropische onweersstoring. Deze trok naar het westen en werd de volgende dag tropische storm Debby. Debby werd een orkaan van de eerste categorie, hoewel Debby zich nooit volledig heeft kunnen ontwikkelen; Debby bleef tamelijk gedesorganiseerd voor de rest van zijn bestaan. Debby trok over de noordelijke Bovenwindse Eilanden en passeerde ten noorden van Puerto Rico en Hispaniola. Op 24 augustus loste Debby op ten zuiden van de Cubaanse kust. Debby veroorzaakte enige schade op de Bovenwindse Eilanden en op Puerto Rico, maar maakte geen slachtoffers. De overblijfselen van Debby verlichtten op Cuba een periode van droogte.

### Tropische storm Ernesto
Ook tropische depressie 8 vormde zich op 1 september boven de Atlantische Oceaan, ten oosten van de Bovenwindse Eilanden uit een tropische onweersstoring. De volgende dag promoveerde deze tot tropische storm Ernesto. Ernesto trok noordwestwaarts. Ernesto handhaafde zich nog een dag als minimale tropische storm, voordat hij de volgende dag verdween. Omdat Ernesto boven open zee bleef, en alleen gevolgd werd door middel van satellieten, is het niet zeker of Ernesto een volledige gesloten circulatie bezat. Er is dus een mogelijkheid dat Ernesto helemaal geen tropische cycloon was. Toch heeft men wegens gebrek aan bewijs Ernesto ook na analyse na afloop van het seizoen het voordeel van de twijfel gegund.

### Tropische depressie 9
Tropische depressie 9 vormde zich op 8 september uit een lagedrukgebied, dat zich samenvoegde met een tropische onweersstoring, die goede convectie vertoonde. Tropische depressie 9, gelegen boven het noordwesten van de Golf van Mexico trok naar het noorden en landde de volgende dag in het oosten van Texas. De depressie ging gepaard met stormachtige rukwinden, die tot ver buiten het centrum voorkwamen. Tropische depressie 9 loste nog dezelfde dag boven land op.

### Orkaan Florence
Een subtropische depressie kwam op 10 september voort uit een koufront, dat van het Amerikaans continent de Atlantische Oceaan optrok en daarna een lagedrukgebied vormde, dat meer en meer tropische kenmerken manifesteerde. De convectie nam dramatisch toe, maar aangezien de depressie in de bovenste lagen van de atmosfeer een koude kern behield, transformeerde de subtropische depressie de volgende dag pas in tropische depressie 10. Op 12 september promoveerde tropische depressie 10 tot tropische storm Florence en zes uur later tot orkaan Florence. Florence lag ten zuidoosten van South Carolina en trok eerst langzaam naar het westen, en later naar het noordoosten, terug de oceaan op. Florence trok langs Bermuda en verzwakte boven kouder wordend water. Op 17 september verenigde Florence zich met een niet tropisch lagedrukgebied ten zuiden van Newfoundland.

### Orkaan Gordon
Op 4 september trok een tropische onweersstoring van de Afrikaanse kust naar het westen. De storing kwam niet tot ontwikkeling, maar bracht tijdens haar doortocht over de Bovenwindse Eilanden op 9 september zware regenval. De storing zette in de Caraïbische Zee koers naar het westnoordwesten en manifesteerde steeds meer convectie. Ondanks het feit dat de convectie zich niet goed organiseerde werd de storing op 14 september gepromoveerd tot tropische depressie 11, vlak voordat deze landde op het schiereiland Yucatán. De depressie trok naar het noordnoordoosten en kwam op 15 september boven de Golf van Mexico, waar de depressie aan kracht won. Op 16 september werd tropische depressie 11 tropische storm Gordon en de volgende dag orkaan Gordon. Toen Gordon Florida naderde, werd hij verzwakt door stroming in de atmosfeer en landde als tropische storm met winden van 110 km/uur op 18 september.
Boven land verzwakte Gordon snel door toedoen van koude, droge lucht. Gordon trok over land naar het noorden en voegde zich boven Georgia bij een frontensysteem, dat drie dagen later door een niet tropisch lagedrukgebied werd opgenomen. De tropische onweersstoring, die Gordon voortbracht eiste 23 levens in Guatemala door overstromingen en aardverschuivingen, veel meer dan de drie doden, die Gordon als tropische cycloon eiste. Twee mensen kwamen om in een ongeluk tijdens de storm in Florida en Gordon verdronk één surfer. Gordon veroorzaakte $10.800.000,- aan directe schade en noodde oliemaatschappijen met boorplatforms in de Golf van Mexico tot evacuatie van hun personeel en opschorten van de productie, wat hun een aanzienlijke schadepost opleverde.

### Tropische storm Helene
Op 15 september vormde zich tropische depressie 12 ten oosten van de Bovenwindse Eilanden, die spoedig weer degenereerde en verder westwaarts trok. De storing trok over de Bovenwindse Eilanden de Caraïbische Zee binnen en passeerde ten zuiden van de grote Antillen. Op 19 september reorganiseerde de storing zich weer tot tropische depressie 12 ten noordwesten van Jamaica. De depressie trok door de Straat Yucatan en promoveerde boven de Golf van Mexico tot tropische storm Helene (spreek uit: Helène). Helene draaide naar het noorden en landde op 22 september in het uiterste noordwesten van Florida. Boven land trok Helene naar het noordoosten en verzwakte tot tropische depressie. Tropische depressie Helene kwam ten oosten van North Carolina weer boven de Atlantische Oceaan en werd weer een tropische storm, die in snel tempo verder naar het noordoosten trok. Op 25 september voegde Hele zich samen met een koufront. Als tropische depressie veroorzaakte Helene boven South Carolina een windhoos, die één slachtoffer eiste. Helene veroorzaakte in Tallahassee, Florida overstromingen.

### Orkaan Isaac
Tropische depressie 13 vormde zich op 21 september uit een tropische onweersstoring ten zuiden van Kaapverdië. Tropische depressie 13 zou uitgroeien tot een krachtige Orkaan van het Kaapverdische type. Tropische depressie 13 trok naar het westnoordwesten en promoveerde de volgende dag tot tropische storm Isaac. Daarna nam Isaac snel in kracht toe; Isaac werd op 23 september een orkaan en bereikte de volgende dag de derde categorie. Daarna verzwakte Isaac tot een orkaan van de eerste categorie, doordat de convectie asymmetrisch werd; de storm moest zich reorganiseren, wat gebeurde, want de omstandigheden bleven zeer gunstig. Isaac nam weer aan kracht toe en werd een orkaan van de vierde categorie. Daarna draaide Isaac naar het noordoosten en verzwakte boven het noordelijk deel van de Atlantische Oceaan. op 1 oktober degradeerde Isaac tot tropische storm, die nog dezelfde dag zijn tropische kenmerken verloor. Isaac trok verder naar het noordoosten en werd ten noorden van Schotland door een ander lagedrukgebied opgenomen. Hoewel Isaac ver van het Amerikaanse continent vandaan bleef, genereerde Isaac golven, die een boot voor de kust van Long Island deed kapseizen, waarbij één opvarende verdronk.

### Orkaan Joyce
Een paar dagen, nadat Isaac was ontstaan, vertrok een nieuwe, zwakke onweersstoring van de Afrikaanse kust naar het westen. Isaac veroorzaakte aan zijn westflank een rug van hoge druk, die een afbuigen naar het noorden van deze storing verhinderde. Omdat cyclogenesis op lagere breedten moeilijker verloopt, ontwikkelde de storing nauwelijks. Op 25 september werd zij opgewaardeerd tot tropische depressie 13, hoewel verschillende satellietbeelden een tegenstrijdig beeld gaven over het al dan niet aanwezig zijn van een gesloten circulatie. Deze situatie duurde voort; de volgende dag, 26 september werd de depressie gepromoveerd tot tropische storm Joyce, terwijl de QuickSCAT-satelliet op 27 september nog altijd geen gesloten circulatie liet zien. Op 28 september ontwikkelde Joyce een zeer nauw oog en snel daarna nam de windsnelheid toe tot 150 km/uur; een sterke eerste categorie orkaan. Daarna echter verzwakte Joyce weer en trok op 1 oktober als tropische depressie over de Bovenwindse Eilanden, de Caraïbische Zee binnen, waar Joyce snel oploste.

### Orkaan Keith
Tropische depressie 15 kwam voort uit een tropische onweersstoring, die oorspronkelijk van de Afrikaanse kust afkomstig was, maar die zich pas voor de kust van Nicaragua op 28 september tot tropische depressie 15 organiseerde. De depressie trok naar het noordwesten en werd de volgende dag tropische storm Keith. Keith won snel aan kracht, terwijl hij langzaam richting Belize dreef. Keith werd een goed georganiseerde cycloon met goede anticyclonale afvoer; dat wil zeggen dat de opstijgende lucht, die naar het oog toedraait, als die boven in de bovenste laag van het oog aankomt weer uitvloeit in tegengestelde richting. Samen met het warme zeewater zijn dit condities, waaronder een tropische cycloon zeer snel aan kracht kan winnen. Op 30 september werd Keith een orkaan en bereikte binnen 18 uur de vierde categorie. Bij nadering van Belize verzwakte Keith iets en een hogedrukgebied boven de Golf van Mexico hield Keith stationair voor de kust van Belize.
De oogrokken kwamen boven land op 1 oktober, terwijl Keith officieel de volgende dag landde op een eiland voor de kust van Belize, verzwakt tot een orkaan van de eerste categorie. Op 3 oktober landde Keith opnieuw als tropische storm op het vasteland. Keith trok verder naar het noordwesten over het schiereiland Yucatán. Boven land degradeerde Keith verder tot een tropische depressie en verloor veel van zijn structuur. Boven de golf van Mexico werd Keith opnieuw sterker en landde nabij Tampico op 5 oktober als sterke eerste categorie orkaan. Keith liep zich vervolgens stuk op de Oostelijke Sierra Madre en loste de volgende dag op. In Belize verloren 12 mensen het leven door overstromingen en veroorzaakte Keith $225.000.000,- schade. In totaal meer dan 70 mensen het leven ten gevolge van Keith. Keith zeer snelle ontwikkeling en het stationair blijven hangen voor de kust van Belize gaf veel moeilijkheden voor meteorologen om een adequate voorspelling te doen.

### Tropische storm Leslie
Op 4 oktober vormde zich subtropische depressie 1 ten oosten van de kust van Florida uit een depressie die in Florida veel regenval had gebracht. Deze depressie kwam voort uit een tropische onweersstoring, die over de Atlantische Oceaan, Caraïbische Zee en de Golf van Mexico was getrokken. De subtropische depressie trok verder naar het oosten, nam ik kracht toe en organiseerde zich de volgende dag tot tropische storm Leslie. Leslie trok naar het noordoosten als een zwakke tropische storm, die op 7 oktober haar tropische kenmerken verloor. Leslie veroorzaakte als tropische storm, noch als subtropische depressie enige schade, maar de regenval van de depressie, die de subtropische cycloon voortbracht, veroorzaakte $700.000.000,- schade, voornamelijk ten gevolge van misoogsten.

### Orkaan Michael
In een stationair front dat zich uitstrekte van Bermuda tot het midden van Cuba ontstond op 12 oktober een kern van lage druk boven de zuidoostelijke Bahama's. Dit lagedrukgebied trok naar het noorden en later naar het westen, waar het onder een lagedrukgebied op grote hoogte met een koude kern schoof. Daarna bleef dit systeem stationair liggen boven zeer warm water (meer dan 28 °C) Dit systeem vormde een subtropische depressie op 15 oktober, die dezelfde dag nog promoveerde tot subtropische storm. Door het warme zeewater kreeg de depressie hoe langer hoe meer een tropisch karakter en werd de koude kern vervangen door een warme kern, zodat op 17 oktober de subtropische storm tropische storm Michael werd. Michael werd nog dezelfde dag een orkaan. Na lange tijd stationair boven de oceaan te hebben gelegen, trok Michael nu rap naar het noordoosten. Op 19 oktober bereikte Michael zijn hoogtepunt als orkaan van de tweede categorie, met een drukverval van 21 mbar in korte tijd. Mogelijk was dit ten gevolge van een baroclinisch effect met een midtroposferische trog van lage druk. Op 20 oktober landde Michael in Newfoundland. Door stroming in de atmosfeer en het aanzuigen van koude lucht verloor Michael de volgende dag zijn tropische kenmerken. Michael richtte lichte schade aan in Newfoundland.

### Tropische storm Nadie
Tropische depressie 18 vormde zich uit een tropische onweersstoring en een trog van lage druk op grote hoogte op 19 oktober op ongeveer 1100 km ten oostzuidoosten van Bermuda. De depressie trok naar het noordoosten. Door de goede uitstroom en de afwezigheid van stroming in de atmosfeer promoveerde de depressie zich de volgende dag tot tropische storm Nadie. Op 21 oktober bereikte Nadie haar hoogtepunt met windsnelheden van 100 km/uur, daarna werden de omstandigheden snel ongunstig en Nadie degenereerde tot een zwak, niet-tropisch lagedrukgebied op 22 oktober.

### De subtropische storm zonder naam
Op 25 oktober ontstond een depressie uit een front en een lagedrukgebied op grote hoogte net ten oosten van de Turks- en Caicoseilanden. In deze depressie manifesteerde zich genoeg convectie om nog dezelfde dag te worden opgewaardeerd tot subtropische storm. De subtropische storm trok naar het noorden en later naar het noordoosten en versterkte zich tot net beneden orkaankracht. De subtropische storm verloor op 28 oktober zijn tropische kenmerken even ten zuiden van Nova Scotia, zonder ergens aan land te komen. Deze subtropische storm was de laatste zonder naam; vanaf 2002 worden alle subtropische cyclonen in de nomenclatuur net zo behandeld als de tropische cyclonen. Tot die datum kreeg een subtropische storm alleen een naam als hij transformeerde tot tropische storm.

## Namen
De lijst met namen voor 2000 was hetzelfde als die van het seizoen 1994 en zal weer gebruikt worden in 2006, met uitzondering van Keith, die zal worden vervangen door Kirk. De namen Joyce, Leslie, Nadie en Michael werden voor het eerst gebruikt.
| - Alberto - Beryl - Chris - Debby - Ernesto - Florence - Gordon | - Helene - Isaac - Joyce - Keith - Leslie - Michael - Nadine | - Oscar (niet gebruikt) - Patty (niet gebruikt) - Rafael (niet gebruikt) - Sandy (niet gebruikt) - Tony (niet gebruikt) - Valerie (niet gebruikt) - William (niet gebruikt) |